# Гаврил Орошаков
Гаврил Ламбов Орошаков е български политик от Либералната партия.

## Биография
Роден е през 1853 г. в град Копривщица. През 1877 г. завършва в Русия право. Оттогава до 1879 г. работи като адвокат в Русе. След това заминава за София, където работи като прокурор във Върховния касационен съд, участва в посрещането на княз Александър I Батенберг. През 1886 г. е назначен за министър на правосъдието. В периода 1887-1894 г. е репресиран, докато е начело на Народнолибералната партия. През 1896 г. става един от основателите на Демократическата партия.
През 1908 г. Гаврил Орошаков умира в София. Негов син е политикът Харалампи Орошаков.

## Трудове
- „Върху адвокатурата“ (1889)
- „Турский закон за земите“ (1893)
- „Турский търговски закон. Ч. I-II“ (1894-1896)